# 清水敦貴
清水 敦貴（しみず あつき、2000年7月10日 - ）は、岩手県盛岡市出身のプロサッカー選手。鎌倉インターナショナルFC所属。ポジションはミッドフィールダー（MF）。

## 来歴
グルージャ盛岡（現・いわてグルージャ盛岡）のアカデミー出身。2018年6月、トップチームに2種登録された。
2019年より、トップチームへ昇格。同アカデミー史上初めてのトップチーム昇格となった。
同年6月25日、盛岡市内で交通事故（玉突き事故）を起こしてクラブから厳重注意処分を受けた。
2020年3月、盛岡がパートナーシップ協定を結んでいるカナダのヴィクトリア・ハイランダーズFCへ期限付き移籍。8月にいわてグルージャ盛岡に復帰。
2021年、ブランデュー弘前FCに育成型期限付き移籍。11月に弘前との契約満了となった。
12月9日にフクダ電子アリーナで行われたJリーグ合同トライアウト出場
を経て、12月15日に岩手との契約も満了となった。
2022年2月3日、神奈川県社会人サッカーリーグ2部の鎌倉インターナショナルFCへの加入が発表された。

## 所属クラブ
- グルージャ盛岡ジュニア（岩手大学教育学部附属小学校）
- グルージャ盛岡ジュニアユース（岩手大学教育学部附属中学校）
- グルージャ盛岡ユース（岩手県立盛岡第四高等学校）
  - 2018年6月 - 同年12月  グルージャ盛岡（2種登録選手）
- 2019年 - 2021年  いわてグルージャ盛岡
  - 2020年3月 - 8月  ヴィクトリア・ハイランダーズFC（期限付き移籍）
  - 2021年  ブランデュー弘前FC（期限付き移籍）
- 2022年 -  鎌倉インターナショナルFC

## 個人成績
| 国内大会個人成績 | 国内大会個人成績 | 国内大会個人成績 | 国内大会個人成績 | 国内大会個人成績 | 国内大会個人成績 | 国内大会個人成績 | 国内大会個人成績 | 国内大会個人成績 | 国内大会個人成績 | 国内大会個人成績 | 国内大会個人成績 |
| 年度             | クラブ           | 背番号           | リーグ           | リーグ戦         | リーグ戦         | リーグ杯         | リーグ杯         | オープン杯       | オープン杯       | 期間通算         | 期間通算         |
| 年度             | クラブ           | 背番号           | リーグ           | 出場             | 得点             | 出場             | 得点             | 出場             | 得点             | 出場             | 得点             |
| 日本             | 日本             | 日本             | 日本             | リーグ戦         | リーグ戦         | リーグ杯         | リーグ杯         | 天皇杯           | 天皇杯           | 期間通算         | 期間通算         |
| ---------------- | ---------------- | ---------------- | ---------------- | ---------------- | ---------------- | ---------------- | ---------------- | ---------------- | ---------------- | ---------------- | ---------------- |
| 2019             | 岩手             | 25               | J3               | 0                | 0                | -                | -                | 0                | 0                | 0                | 0                |
| 2020             | 岩手             | 26               | J3               | 0                | 0                | -                | -                | -                | -                | 0                | 0                |
| 2021             | 弘前             | 25               | 東北1部          | 4                | 4                | -                | -                | -                | -                | 4                | 4                |
| 通算             | 日本             | 日本             | J3               | 0                | 0                | -                | -                | 0                | 0                | 0                | 0                |
| 通算             | 日本             | 日本             | 東北1部          | 4                | 4                | -                | -                | -                | -                | 4                | 4                |
| 総通算           | 総通算           | 総通算           | 総通算           | 4                | 0                | -                | -                | 0                | 0                | 4                | 0                |